# Liniparhomaloptera
Genre
Liniparhomaloptera est un genre de poissons téléostéens de la famille des Gastromyzontidae et de l'ordre des Cypriniformes.

## Liste des espèces
Selon FishBase (16 juillet 2015)':
- Liniparhomaloptera disparis (Lin, 1934)
- Liniparhomaloptera monoloba (Mai, 1978)
- Liniparhomaloptera obtusirostris Zheng & Chen, 1980
- Liniparhomaloptera qiongzhongensis Zheng & Chen, 1980